# 968

968(구백육십팔)은 967보다 크고 969보다 작은 자연수다.

## 수학
- 합성수로, 그 약수는 총 12개다. (1, 2, 4, 8, 11, 22, 44, 88, 121, 242, 484, 968)
  - 968의 진약수의 합은 1027이므로, 968은 과잉수다.
- 12번째 아킬레스 수다. 앞의 아킬레스 수는 864, 다음은 972이다.
- {\displaystyle 968=6^{2}+16^{2}+26^{2}}
  - 공차가 10인 세 자연수의 제곱합으로 나타낼 수 있는 수다. 이 성질을 지닌 앞의 수는 875, 다음 수는 1067이다.
- {\displaystyle 3^{10}-1}은 968로 나누어떨어진다.

## 과학·기술
- NGC 968: 삼각형자리 방향에 있는 타원은하.
- 968 피튜니아(영어판): 소행성.
- 포르쉐 968: 포르쉐 AG의 스포츠카.

## 군사
- U-968(영어판): 제2차 세계 대전에 사용된 나치 독일의 군용 잠수함.

## 문화유산
- 대한민국의 보물 제968호: 묘법연화경 권3

## 방송
- B tv의 SMT 스포츠 채널 번호.

## 기타
- 연도: 968년, 기원전 968년